# Équation différentielle autonome
Une équation différentielle autonome est un cas particulier important d'équation différentielle où la variable n'apparaît pas dans l'équation fonctionnelle. C'est une équation de la forme :
Les lois de la physique s'appliquent en général à des fonctions du temps, et se présentent sous forme d'équations différentielles autonomes, ce qui manifeste l'invariance de ces lois dans le temps. Ainsi, si un système autonome revient à sa position initiale au bout d'un intervalle de temps {\displaystyle T}, il connaît dès lors une évolution périodique de période {\displaystyle T}.
L'étude des équations autonomes est équivalente à celle des champs de vecteurs. Pour une équation du premier ordre, les solutions sont une famille de courbes qui ne se coupent pas (d'après le théorème de Cauchy-Lipschitz) et qui remplissent l'espace. Elles sont tangentes au champ de vecteurs en chaque point.

## Solutions explicites des équations du premier ordre
Sur certains intervalles, il est possible de déterminer des solutions explicites de l'équation {\displaystyle y'=f(y)}. La solution générale, garantie par le théorème de Cauchy-Lipschitz, ne peut en général être obtenue qu'en prolongeant ces solutions particulières (et on sait que si {\displaystyle y_{0}} est une de ces solutions, les autres sont de la forme {\displaystyle y(x)=y_{0}(x+C)}).

### À l'aide de primitives
Sur un intervalle où f ne s'annule pas, il existe une primitive  G de 1/f ; G est monotone et donc bijective, puisque f est de signe constant. L'équation  {\displaystyle y'=f(y)} est donc équivalente à {\displaystyle {\frac {d}{dx}}(G(y))=1}, et donc G(y)(x) = x + C, et {\displaystyle y(x)=G^{-1}(x+C)}.

### À l'aide de séries de Taylor
Sans perte de généralité, on peut se ramener  à la résolution de 
Exprimant la fonction {\displaystyle f} en série de Taylor (sur un intervalle où cette série converge), on a
La solution est alors donnée par la série de Taylor :
avec
et

## Système différentiel autonome
Quand on parle de systèmes autonomes la variable est en général le temps t. Un système différentiel est dit autonome si ses équations ne comportent aucune fonction de t autre que les fonctions inconnues et leurs dérivées.
La particularité d'un système autonome, par rapport aux autres systèmes différentiels, est que par tout point de l'espace des solutions il passe une trajectoire et une seule. Dans l'exemple ci-dessous du système de Lorenz, par tout point A (de coordonnées {\displaystyle x_{\mathrm {A} },y_{\mathrm {A} },z_{\mathrm {A} }}) il passe une unique trajectoire {\displaystyle \{x(t),y(t),z(t)\}} (au choix près de l'origine des temps).

### Exemples

#### Système de Lorenz
{\displaystyle \left\{{\begin{aligned}{\frac {\mathrm {d} x}{\mathrm {d} t}}&=\sigma \,[(y(t)-x(t)]\\{\frac {\mathrm {d} y}{\mathrm {d} t}}&=\rho \,x(t)-y(t)-x(t)\,z(t)\\{\frac {\mathrm {d} z}{\mathrm {d} t}}&=x(t)\,y(t)-\beta \,z(t)\end{aligned}}\right.}
Ce système à seulement trois degrés de liberté est une simplification des équations de Navier-Stokes (voir ci-dessous), applicable à la convection de Rayleigh-Bénard pour des nombres de Rayleigh supérieurs à la valeur critique ({\displaystyle \rho =\mathrm {Ra/Ra_{c}} }). C'est un des systèmes différentiels les plus simples conduisant à un comportement chaotique (ainsi qu'à des trajectoires périodiques).

#### Systèmes d'ordre 1 et de dimension 2
Un système autonome de deux équations différentielles du premier ordre est de la forme :
{\displaystyle \left\{{\begin{aligned}{\frac {\mathrm {d} x}{\mathrm {d} t}}&=u(x,y)\\{\frac {\mathrm {d} y}{\mathrm {d} t}}&=v(x,y)\end{aligned}}\right.}
où {\displaystyle u} et {\displaystyle v} sont continues sur un ouvert {\displaystyle \Omega } de {\displaystyle \mathbb {R} ^{2}}.
On observe immédiatement qu'un tel système est en fait indépendant de {\displaystyle t}, car il peut être transformé en une équation différentielle en {\displaystyle x} et {\displaystyle y} :
{\displaystyle {\frac {\mathrm {d} y}{\mathrm {d} x}}={\frac {v(x,y)}{u(x,y)}}}.